# Rochefort-sur-Nenon
Rochefort-sur-Nenon és un municipi francès situat al departament del Jura i a la regió de Borgonya - Franc Comtat. L'any 2007 tenia 580 habitants.

## Demografia

### Població
El 2007 la població de fet de Rochefort-sur-Nenon era de 580 persones. Hi havia 244 famílies de les quals 64 eren unipersonals (32 homes vivint sols i 32 dones vivint soles), 76 parelles sense fills, 72 parelles amb fills i 32 famílies monoparentals amb fills.
La població ha evolucionat segons el següent gràfic:
Habitants censats

### Habitatges
El 2007 hi havia 296 habitatges, 252 eren l'habitatge principal de la família, 26 eren segones residències i 18 estaven desocupats. 248 eren cases i 47 eren apartaments. Dels 252 habitatges principals, 176 estaven ocupats pels seus propietaris, 69 estaven llogats i ocupats pels llogaters i 7 estaven cedits a títol gratuït; 2 tenien una cambra, 10 en tenien dues, 41 en tenien tres, 76 en tenien quatre i 123 en tenien cinc o més. 184 habitatges disposaven pel capbaix d'una plaça de pàrquing. A 103 habitatges hi havia un automòbil i a 129 n'hi havia dos o més.

### Piràmide de població
La piràmide de població per edats i sexe el 2009 era:
| Homes | Edats   | Dones |
| ----- | ------- | ----- |
| 0     | 95 o +  | 0     |
| 0     | 90 a 94 | 4     |
| 0     | 85 a 89 | 0     |
| 0     | 80 a 84 | 0     |
| 8     | 75 a 79 | 4     |
| 16    | 70 a 74 | 16    |
| 8     | 65 a 69 | 16    |
| 20    | 60 a 64 | 4     |
| 32    | 55 a 59 | 20    |
| 24    | 50 a 54 | 32    |
| 36    | 45 a 49 | 32    |
| 8     | 40 a 44 | 20    |
| 16    | 35 a 39 | 16    |
| 16    | 30 a 34 | 24    |
| 32    | 25 a 29 | 16    |
| 8     | 20 a 24 | 20    |
| 36    | 15 a 19 | 24    |
| 20    | 10 a 14 | 20    |
| 12    | 5 a 9   | 28    |
| 12    | 0 a 4   | 24    |

## Economia
El 2007 la població en edat de treballar era de 403 persones, 309 eren actives i 94 eren inactives. De les 309 persones actives 293 estaven ocupades (167 homes i 126 dones) i 16 estaven aturades (5 homes i 11 dones). De les 94 persones inactives 33 estaven jubilades, 24 estaven estudiant i 37 estaven classificades com a «altres inactius».

### Ingressos
El 2009 a Rochefort-sur-Nenon hi havia 248 unitats fiscals que integraven 604,5 persones, la mediana anual d'ingressos fiscals per persona era de 17.675 €.

### Activitats econòmiques
Dels 55 establiments que hi havia el 2007, 8 eren d'empreses extractives, 1 d'una empresa alimentària, 3 d'empreses de fabricació d'altres productes industrials, 8 d'empreses de construcció, 12 d'empreses de comerç i reparació d'automòbils, 7 d'empreses de transport, 2 d'empreses d'hostatgeria i restauració, 1 d'una empresa d'informació i comunicació, 3 d'empreses financeres, 2 d'empreses immobiliàries, 4 d'entitats de l'administració pública i 4 d'empreses classificades com a «altres activitats de serveis».
Dels 14 establiments de servei als particulars que hi havia el 2009, 1 era una oficina de correu, 2 tallers de reparació d'automòbils i de material agrícola, 3 paletes, 1 fusteria, 1 lampisteria, 1 electricista, 1 perruqueria, 2 restaurants, 1 agència immobiliària i 1 tintoreria.
L'únic establiment comercial que hi havia el 2009 era una botiga de menys de 120 m².
L'any 2000 a Rochefort-sur-Nenon hi havia 9 explotacions agrícoles que ocupaven un total de 464 hectàrees.

## Equipaments sanitaris i escolars
El 2009 hi havia una escola elemental integrada dins d'un grup escolar amb les comunes properes formant una escola dispersa.

## Poblacions més properes
El següent diagrama mostra les poblacions més properes.